# Сила права
Всеукраїнський громадський рух «Сила Права» — українська правозахисна громадська організація, створена 2015 року групою юристів-волонтерів під керівництвом Андрія Сенченка.

## Опис
Організація працює у трьох основних напрямках:
Юридичний: судовий тиск на РФ як державу-агресора; фіксація доказів агресії, окупації, військових злочинів, порушень прав людини; правова допомога громадянам України в отриманні грошової компенсації моральної та матеріальної шкоди, завданої внаслідок збройної агресії РФ.
Політичний: Розробка стратегії відновлення миру без територіальних та політичних поступок державі-агресору; підготовка законодавчого забезпечення реалізації цієї стратегії;
Законотворчий: Розробка програми деокупації тимчасово окупованих РФ територій Криму та Донбасу і створення законодавчої основи для реінтеграції цих територій.

## Історія
У 2014 році, після так званого «кримського референдуму» команда юристів-волонтерів, що не підтримали окупацію, під керівництвом Сенченка розробила правову стратегію отримання в судовому порядку компенсації моральної та матеріальної шкоди громадянами України, що постраждали внаслідок збройної агресії Російської Федерації
2015 року, досягнувши перших успіхів, команда правників, разом з правозахисниками, волонтерами та вимушеними переселенцями, об'єднались у громадську організацію «Сила права». Фундаторами і першими членами Координаційної ради організації стали: Андрій Сенченко, Ірина Верігіна, Едуард Бовкун, Олег Березюк, Микола Сірий, Вадим Севериненко, Ескендер Барієв, Інна Новак та ін.
У 2016 році в рамках «Сили права» засновано проект «Центр деокупації та реінтеграції тимчасово окупованих територій», покликаний запропонувати українській державі та світовій спільноті програму невідкладних заходів з деокупації та реінтеграції територій Криму та Донбасу. Його зусиллями 2018 року запропонований до обговорення проект «Закону України „Про відповідальність“», що регулює покарання за злочинні дії, вчинені на тимчасово окупованих територіях в інтересах держави-агресора.
Станом на 2019 рік організація включає координаційну раду, що складається з 17 членів та 26 юридичних офісів всіх регіонах України. За правовою допомогою до Сили права звернулося понад 30000 громадян України, що постраждали від агресії РФ; більше 1000 судових рішень, за позовами, вже набули чинності. З прикладами таких рішень у Єдиному державному реєстрі судових рішень можна ознайомитись у переліку (оновлюється щотижня).
2019 року організація стала одним із суб'єктів формування політичної партії «Сила права»

## Діяльність

### Стратегічні пріоритети
Стратегічними пріоритетами діяльності ГО є:
- Юридичний вплив на державу-агресора з метою завершення агресії та звільнення окупованих територій;[7]

- Закріплення судовими рішеннями доказів російської агресії проти України, окупації українських територій, військових злочинів та порушень прав людини з боку окупантів;[8]

- Надання правової допомоги кожному громадянину, що постраждав внаслідок збройної агресії Російської Федерації проти України та окупації частини території країни,[9] в отриманні справедливої грошової компенсації моральної та матеріальної шкоди. «Сила права» безкоштовно забезпечує організаційну та юридичну підтримку — на всіх етапах судового процесу, до фінального рішення та фактичної виплати компенсації;

- Покарання держави-агресора за шкоду, нанесену Україні, українському бізнесу та українським громадянам;

- Широке впровадження в світову практику принципу невідворотності покарання держави-агресора за збройну агресію проти іншої країни.

### Правовий фундамент діяльності
Правова стратегія «Сили права» базується на Концепції функціонального імунітету держави. Ця Концепція, серед іншого, передбачає втрату однією державою імунітету в судах іншої держави у випадках, коли перша в своїх діях вийшла за межі суверенних повноважень, в тому числі розв'язавши війну та захопивши чужі території.
Концепція функціонального імунітету передбачає також відсутність судового імунітету у випадках, коли в результаті дій однієї держави, скоєних на території іншої, загинули громадяни цієї іншої держави, або їхньому здоров'ю або особистому майну завдано шкоди.
Ця концепція ґрунтується на духу положень Європейської конвенції про імунітет держави 1972 року та закріплена у Конвенції ООН про юрисдикційний імунітет держав та їхньої власності 2004 року, а саме у статті 12. Конвенція 2004 року ратифікована РФ.
В результаті розгляду судами заяв постраждалих громадян, підготовлених командою руху, в Україні вже склалася судова практика, заснована на концепції функціонального імунітету держави, що повністю відповідає аналогічній судовій практиці в демократичних країнах.

### Правова допомога
Сила права надає безкоштовну правову допомогу в отриманні компенсації матеріальної і моральної шкоди, завданої внаслідок збройної агресії Російської Федерації проти України наступним категоріям громадян:
- Родинам загиблих військовослужбовців та цивільних осіб;
- Військовослужбовцям та цивільним особам, які отримали поранення, каліцтва та психологічні травми;
- Військовослужбовцям, що побували в полоні;
- Цивільним особам, які були незаконно позбавлені волі на окупованих територіях;
- Вимушеним переселенцям з окупованих територій АР Крим, Севастополя, Донецької та Луганської областей
- Громадянам, які втратили особисте майно;
- Учасникам бойових дій;
- Мешканцям зони АТО/ОСС;
- Мешканцям тимчасово окупованих територій;
- Всім громадянам України, яким внаслідок збройної агресії РФ проти України заподіяна моральна шкода.

## Розробка законодавчих актів і адміністративних рішень
Команда експертів «Сила права» розробляє практичні заходи, для повернення на тимчасово окуповані українські території Криму і Донбасу миру, відновлення законності і соціальної справедливості. На це спрямовані дві ключові комплексні програми:

### Деокупація
Програма деокупації спрямована на відновлення повноцінного миру у регіоні, без територіальних і політичних втрат з боку України. Організація готує законодавче забезпечення програми, лобіює його ухвалення та працює над формуванням плану конкретних дій щодо її реалізації на національному та міжнародному рівні.
Напрямки програми заходів з деокупації територій Криму та Донбасу:
- Економічний вплив на Російську Федерацію та режими, сформовані на окупованих територіях Криму та Донбасу;
- Юридичний вплив на РФ;
- Дипломатичний вплив на РФ;
- Інформаційна підтримка процесу деокупації.

### Реінтеграція
Програма реінтеграції спрямована на забезпечення максимально швидкого та безболісного процесу відновлення законності і соціальної справедливості на територіях України, що будуть звільнені від окупації. Для цього необхідно вже сьогодні необхідно прийняти закони, які створять чітке розуміння процесу возз'єднання. Частиною такого перехідного законодавства мають стати Закон України «Про відповідальність» і Закон України «Про перехідний період», проекти яких розроблені командою «Сили права». Перший чітко відокремлює жертв окупації від її пособників і регулює відповідальність громадян України за протиправні дії, вчинені на окупованих територіях в інтересах держави-агресора. Другий — регулює дії української влади з реінтеграції територій Автономної Республіки Крим, міста Севастополя та частини територій Донецької та Луганської областей після їх деокупації та відновлення прав і свобод громадян, порушених окупаційною владою.

## Досягнення
Завдяки правовій стратегії «Сили права» за п'ять років на користь постраждалих отримано та набуло чинності понад 1000 судових рішень про:
- встановлення юридичних фактів збройної агресії Російської Федерації проти України, окупації Російською Федерацією частини території України, скоєння РФ військових злочинів та порушень прав людини в ході окупації.
- встановлення юридичних фактів загибелі громадян України, нанесення моральної і матеріальної шкоди громадянам України внаслідок збройної агресії Російської Федерації проти України та окупації РФ частини території України.
- стягнення суми шкоди в інтересах родин загиблих та вимушених переселенців.

30 травня 2016 року Голосіївський районний суд міста Києва у справі «Ірина Верігіна проти Російської Федерації» в якості заходу забезпечення позову виніс ухвалу, якою наклав арешт на виплату кредиту у розмірі 3 мільярдів доларів США, отриманого Україною від Російської Федерації за часів режиму Януковича у 2013 році, та відсотків по ньому.
Арештовані перші російські фінансові активи будуть використані на виплати компенсації громадянам після завершення розгляду справи у Лондонському суді. Оскільки виконання рішень можливе лише у примусовому порядку через арешт активів РФ на території України та інших держав, «Сила права» готує арешт великих російських активів, розташованих в Західній Європі.
14 березня 2018 року Верховний Суд України в складі колегії суддів Касаційного цивільного суду вперше підтримав «Силу права» та задовольнив заяву українських громадян Сергія та Валентини Світличних[недоступне посилання з жовтня 2019] про встановлення юридичного факту їх вимушеного переселення з території Луганської області внаслідок збройної агресії Російської Федерації проти України та окупації частини території нашої країни. Це рішення стало прецедентом і нині кількість подібних ухвал зростає.
20 березня 2019 року «Сила права» опублікувала Звернення до суддівського корпусу України, закликавши спиратися на рішення Верховного Суду, та поширити таку судову практику в Україні.
Станом на червень 2019 року допомогою «Сила права» скористалися понад 30 тисяч громадян України, що постраждали від збройної агресії Російської Федерації проти України.
14 червня 2019 року Солом'янський районний суд міста Києва виніс рішення про стягнення з РФ на користь вимушеної переселенки з Криму журналістки Анни Андрієвської компенсації за моральну шкоду в розмірі понад 1 мільйон гривень.
25 червня 2019 року Голосіївський районний суд Києва виніс рішення за позовними заявами українських громадян проти Російської Федерації, як держави-агресора. Суд, розглянувши заяви, підготовлені командою правозахисників руху «Сила права» в інтересах громадян України Вадима Козика і Валерія Шевчишина, зобов’язав виплатити кожному з них по 100 тисяч гривень в якості компенсації моральної шкоди, заподіяної збройною агресією проти України. Ці рішення відкривають громадянам України шлях до отримання компенсації моральної шкоди, заподіяної агресором.
За ініціативою «Сили права» Законом України «Про особливості державної політики із забезпечення державного суверенітету України на тимчасово окупованих територіях у Донецькій та Луганській областях» доповнено Закон України «Про судовий збір». Доповнення (пункт 21 частини першої статті 5) передбачає звільнення від сплати судового збору громадян, що подають позови до РФ, пов'язані зі збройною агресією та окупацією частини території України